# Sjörups församling
Sjörups församling var en församling i Lunds stift och i Ystads kommun. Församlingen uppgick 2002 i Ljunits församling.

## Administrativ historik
Församlingen har medeltida ursprung. 
Församlingen var till 1962 moderförsamling i pastoratet Sjörup och Katslösa. Från 1962 till 2002 annexförsamling i pastoratet Balkåkra, Snårestad, Skårby, Sjörup och Bjäresjö. Församlingen uppgick 2002 i Ljunits församling.

## Kyrkor
- Vallösa kyrka församlingskyrka från 1882
- Sjörups gamla kyrka